# Ясний (Уфимський район)
Я́сний (рос. Ясный, башк. Ясный) — присілок (у минулому селище) у складі Уфимського району Башкортостану, Росія. Входить до складу Дмитрієвської сільської ради.
Населення — 51 особа (2010; 33 у 2002).
Національний склад:
- росіяни — 55 %